# 2004年夏季残疾人奥林匹克运动会吉尔吉斯斯坦代表团
2004年夏季残疾人奥林匹克运动会吉尔吉斯斯坦代表团是吉尔吉斯斯坦派出的2004年夏季残疾人奥林匹克运动会代表团。未获得奖牌。